# Reise, Reise
Reise, Reise este al patrulea album de studio al trupei germane de Neue Deutsche Härte, Rammstein. Albumul a fost lansat în data de 27 septembrie 2004.

## Lista cântecelor
1. Reise, Reise – 4:12
2. Mein Teil – 4:32
3. Dalai Lama – 5:38
4. Keine Lust – 3:42
5. Los – 4:25
6. Amerika – 3:46
7. Moskau – 4:17
8. Morgenstern – 3:59
9. Stein um Stein – 3:56
10. Ohne dich – 4:32
11. Amour – 4:50